# Бешок, Хусейн
Хусейн Бешок (тур. Hüseyin Beşok; р. 8 февраля 1975, Борнова (Измир)) — турецкий профессиональный баскетболист, центровой. Серебряный призёр чемпионата Европы 2001 года в составе сборной Турции, обладатель Кубка Корача 1996 года в составе команды «Эфес Пилсен», чемпион Турции, Израиля, Франции и Польши, обладатель Кубков Турции и Израиля. Участник матчей «Всех звёзд» в Турции и Франции.

## Игровая карьера
Хусейн Бешок начал свою спортивную карьеру в юношеских составах клуба измирского клуба «Каршияка», за который продолжал выступать до 19 лет. В 1994 году был приглашён в один из ведущих клубов турецкого баскетбольного чемпионата — «Эфес Пилсен». В составе этой команды он провёл семь сезонов, за это время выиграв два чемпионата Турции, четыре Кубка Турции и европейский Кубок Корача (в 1996 году).
В 1996 и 1997 годах Бешок был членом молодёжной (до 22 лет) сборной Турции и участвовал с ней в чемпионате Европы 1996 года (4-е место) и чемпионате мира 1997 года. В 1997 году он уже появился и в рядах взрослой сборной Турции в отборочных играх, а затем и финальной части чемпионата Европы. Два года спустя, на чемпионате Европы 1999 года, он уже вошёл в тройку лучших по числу подборов с 7,4 подборами за игру. На чемпионате Европы 2001 года он провёл свой лучший турнир в составе сборной, набирая за игру в среднем по 10,7 очка и 9,2 подбора (второй результат по подборам после Пау Газоля), и помог сборной Турции завоевать серебряные медали континентального перевенства. На рубеж веков приходятся и его лучшие годы в составе «Эфеса», с которым он дважды подряд, в 2000 и 2001 годах, пробивался в Финал четырёх главного клубного турнира Европы, оба раза занимая в итоге третье место.
В 2001 году Хусейна приобрёл лидер израильского баскетбола — только что выигравший европейскую Супролигу клуб «Маккаби» (Тель-Авив), где его рассматривали как замену Нэйту Хаффману — самому ценному игроку Супролиги. С «Маккаби» он выиграл чемпионат и Кубок Израиля, а в Европе в третий раз подряд дошёл до Финала четырёх Евролиги, но опять проиграл в полуфинале. Год спустя он опять сделал с «Маккаби» золотой дубль в Израиле (хотя из-за ограничений на количество иностранцев во внутренних играх участвовал мало), но затем надолго выбыл из игры из-за травмы колена, оправившись лишь к лету 2004 года.
После Израиля Бешок отправился во Францию, где провёл два года. Вначале он выступал за АСВЕЛ, а на следующий год — за «Ле-Ман», хотя в межсезонье и сообщалось о его планируемом переходе в казанский УНИКС. В 2005 и 2006 годах он дважды принимал участие в матчах «Всех звёзд» французского чемпионата, а в сезоне 2005/6 годов стал с «Ле-Маном» и чемпионом Франции.
В 2006 году Бешок подписал контракт с ведущим польским клубом «Проком Трефл». В единственный сезон в составе этой команды он стал с ней чемпионом Польши и пробился в Top-16 Евролиги, после чего вернулся в Турцию в качестве игрока «Галатасарая», с которым заключил договор на два года. На протяжении двух сезонов подряд он становился участником матча «Всех звёзд» турецкого первенства, а после окончания контракта с «Галатасараем» остался в Турции, сменив за два года три клуба, прежде чем в 2011 году его пригласил новичок высшего баскетбольного дивизиона Турции «Университет Хаджеттепе». Годичный контракт был продлён перед началом следующего сезона.

## Статистика выступлений

### Сборная Турции
| Чемпионат Европы 1997                                                                   | Турция | 9 | 14.4 | 5.3  | 54.8 | 0.0 | 63.6 | 2.9 | 0.2 | 3.0 | 0.0 | 1.1 | 1.2 |
| Чемпионат Европы 1999                                                                   | Турция | 9 | 24.9 | 9.9  | 44.9 | 0.0 | 63.3 | 7.4 | 1.3 | 2.7 | 0.0 | 0.2 | 1.3 |
| Чемпионат Европы 2001                                                                   | Турция | 6 | 25.2 | 10.7 | 50.0 | 0.0 | 69.6 | 9.2 | 1.2 | 4.7 | 0.7 | 0.8 | 1.3 |
| Чемпионат мира 2002                                                                     | Турция | 7 | 16.7 | 6.1  | 38.5 | 0.0 | 81.2 | 4.0 | 1.4 | 2.3 | 0.6 | 0.6 | 1.3 |
| Чемпионат Европы 2003                                                                   | Турция | 1 | 3.0  | 0.0  | 0.0  | 0.0 | 0.0  | 0.0 | 0.0 | 1.0 | 0.0 | 0.0 | 0.0 |
| Наведите курсор мыши на аббревиатуры в заголовке таблицы, чтобы прочесть их расшифровку |        |   |      |      |      |     |      |     |     |     |     |     |     |

### Европейские клубные турниры
| Евролига 1994/95                                                                        | Эфес Пилсен         | 1  | 2.0  | 0.0  | 0.0  | 0.0   | 0.0  | 0.0  | 0.0 | 1.0 | 0.0 | 0.0 | 0.0 |
| Кубок Корача 1995/96                                                                    | Эфес Пилсен         | 8  | 7.8  | 2.6  | 47.4 | 0.0   | 50.0 | 1.4  | 0.1 | 0.9 | 0.0 | 0.3 | 0.4 |
| Евролига 1996/97                                                                        | Эфес Пилсен         | 14 | 13.4 | 4.9  | 50.0 | 0.0   | 77.4 | 3.0  | 0.1 | 2.3 | 0.0 | 0.2 | 1.1 |
| Евролига 1997/98                                                                        | Эфес Пилсен         | 18 | 13.0 | 5.1  | 56.9 | 0.0   | 62.1 | 1.8  | 0.4 | 2.6 | 0.0 | 0.7 | 1.2 |
| Евролига 1998/99                                                                        | Эфес Пилсен         | 20 | 28.1 | 9.5  | 57.1 | 0.0   | 62.7 | 9.6  | 0.9 | 3.1 | 0.0 | 0.6 | 1.5 |
| Евролига ФИБА 1999/00                                                                   | Эфес Пилсен         | 23 | 31.0 | 11.7 | 53.0 | 0.0   | 58.0 | 10.0 | 1.0 | 3.5 | 0.4 | 0.8 | 2.1 |
| Супролига ФИБА 2000/01                                                                  | Эфес Пилсен         | 26 | 26.7 | 11.7 | 52.6 | 50.0  | 65.6 | 8.3  | 0.7 | 3.4 | 1.0 | 0.8 | 1.0 |
| Евролига УЛЕБ 2001/02                                                                   | Маккаби (Тель-Авив) | 18 | 12.7 | 5.8  | 48.6 | 100.0 | 75.0 | 3.7  | 0.5 | 2.2 | 0.4 | 0.3 | 0.9 |
| Евролига УЛЕБ 2002/03                                                                   | Маккаби (Тель-Авив) | 18 | 12.8 | 5.7  | 48.1 | 0.0   | 64.3 | 3.1  | 0.7 | 1.7 | 0.3 | 0.4 | 0.9 |
| Евролига 2004/05                                                                        | АСВЕЛ               | 14 | 27.3 | 13.3 | 45.8 | 33.3  | 44.7 | 8.0  | 2.3 | 3.5 | 0.8 | 0.9 | 1.6 |
| Кубок Европы УЛЕБ 2005/06                                                               | Ле-Ман              | 10 | 26.2 | 13.6 | 50.9 | 14.3  | 65.7 | 7.2  | 2.4 | 3.1 | 0.8 | 1.3 | 3.0 |
| Евролига 2006/07                                                                        | Проком Трефл        | 20 | 18.4 | 9.6  | 48.6 | 38.5  | 73.7 | 4.4  | 1.4 | 2.8 | 0.4 | 0.5 | 1.6 |
| Кубок Европы УЛЕБ 2007/08                                                               | Галатасарай         | 14 | 19.6 | 7.7  | 49.3 | 46.7  | 56.5 | 5.1  | 1.1 | 2.7 | 0.6 | 0.6 | 1.9 |
| Кубок вызова 2008/09                                                                    | Галатасарай         | 16 | 22.7 | 13.3 | 52.1 | 38.8  | 71.7 | 6.7  | 1.3 | 2.2 | 0.4 | 0.5 | 1.0 |
| Кубок Европы 2009/10                                                                    | Тюрк Телеком        | 11 | 14.5 | 7.4  | 50.0 | 41.7  | 65.0 | 3.5  | 0.8 | 2.5 | 0.2 | 0.4 | 1.3 |
| Наведите курсор мыши на аббревиатуры в заголовке таблицы, чтобы прочесть их расшифровку |                     |    |      |      |      |       |      |      |     |     |     |     |     |